# 180857 Hofigéza
180857 Hofigéza è un asteroide della fascia principale. Scoperto nel 2005, presenta un'orbita caratterizzata da un semiasse maggiore pari a 2,2528389 UA e da un'eccentricità di 0,1051060, inclinata di 6,34898° rispetto all'eclittica.